# 山崎依里奈
山崎 依里奈（やまざき えりな、1974年3月10日 - ）は、日本の女性声優。東京都出身。81プロデュース所属。

## 人物
『スター・ウォーズ』に出演したかったことから役者を志す。
趣味・好きな事はうた、映画音楽鑑賞、ライブに行くと真っ白になるという。
好きな言葉は「どうにかなるさ」。

## 出演
太字はメインキャラクター。

### テレビアニメ
1996年
- 爆走兄弟レッツ&ゴー!!（1996年 - 1998年、イエロー、フォックス1、子供C、西条恵一） - 3シリーズ

1998年
- 彼氏彼女の事情（子供たち）
- パニポニ（1998年 - 2001年、コンゴロ、ダッタッタ）

1999年
- 爆球連発!!スーパービーダマン（マモル）
- パパと踊ろう（ふっ子）

2000年
- GREGORY HORROR SHOW（ジェームス）

2001年
- 花右京メイド隊（老女将、情報部メイドC）
- とっとこハム太郎（男の子）
- 名探偵コナン（男の子）

2002年
- ぱにょぱにょデ・ジ・キャラット（ヒナ）
- わがまま☆フェアリー ミルモでポン!（女性客C）

2004年
- アークエとガッチンポー（2004年 - 2005年、リー先生） - 2シリーズ
- ギャラクシーエンジェル（第4期）（ドトール）

### OVA
- ぼくたちのピース・リバー（1998年、ジム）

### 劇場アニメ
- ガンドレス（1999年、コンピューター）

### ゲーム
- ヴィオラートのアトリエ 〜グラムナートの錬金術士2〜（2003年、ドーリス）

### CD
2000年
- 恋愛カタログ（多恵子）

2001年
- 低俗霊DAYDREAM 第2章「蟲動」

2005年
- オペレッタ なんじゃもんじゃのいのち

2006年
- はっぴょう会 劇あそび てぶくろ（きばもちいのしし）

2008年
- はっぴょう会 絵本から劇あそび おしゃべりなたまごやき（コックさん）

2009年
- はっぴょう会 劇あそび おーい!大江戸 大どろぼう〜天下の人助け!ねずみ小僧物語〜/SFファンタジー スーパー・ピーチマン（なぎなた隊A）

2010年
- はっぴょう会 劇あそび ちからたろう/ピノキオの冒険（いしっこたろう）
- ラブ★トリップ〜これってハネムーン?〜 三重編

2017年
- みんなで作る!絵本から劇あそび ぞうのたまごからたまごやき（ホウ大臣、兵隊、城の人）
- 心がぐんと盛り上がる!劇あそび音楽セット セリフ入り完成編つき 〜にげだしたパンケーキ・金のがちょう・うらしまたろうとおとひめさま〜

### 吹き替え

#### 映画
- フリー・スラッピー（1998年）
- オリバー!（2000年、煙突掃除少年）

#### アニメ
- ボブとはたらくブーブーズ（2003年、ポッツ夫人、パーシバル）
- きかんしゃトーマス（2008年 - 2022年、エミリー、スリップコーチ（2号車）、ボックスフォード公爵夫人、フリーダ、アンアン、チャルバラ 他）※テレビ東京、NHK版
  - きかんしゃトーマス みんなあつまれ!しゅっぱつしんこう
  - トーマスをすくえ!! ミステリーマウンテン
  - きかんしゃトーマス 伝説の英雄
  - きかんしゃトーマス ミスティアイランド レスキュー大作戦!!
  - きかんしゃトーマス ディーゼル10の逆襲
  - きかんしゃトーマス ブルーマウンテンの謎
  - きかんしゃトーマス キング・オブ・ザ・レイルウェイ トーマスと失われた王冠
  - きかんしゃトーマス 勇者とソドー島の怪物
  - きかんしゃトーマス 探せ!!謎の海賊船と失われた宝物
  - きかんしゃトーマス 走れ!世界のなかまたち
  - きかんしゃトーマス とびだせ!友情の大冒険
  - きかんしゃトーマス Go!Go!地球まるごとアドベンチャー
  - きかんしゃトーマス チャオ!とんでうたってディスカバリー!!
  - きかんしゃトーマス おいでよ!未来の発明ショー!

### 特撮
- 電磁戦隊メガレンジャー（1997年、ネジピンクの声）
- 仮面ライダーキバ（2008年、モスファンガイアの声）

### ボイスオーバー
- 日立 世界・ふしぎ発見!

### テレビ番組
- のりものスタジオ（ハンドルくん）

### その他コンテンツ
- たのしいマクドナルド（ハンバーグラー）